# クルト・マイゼル
クルト・マイゼル（Kurt Meisel、1912年8月18日 - 1994年4月4日）は、オーストリアの俳優。

## 出演作品
- 女猫
- エミールと少年探偵団
- 思ひ出の曲